# 维利 (约讷省)
维利（法語：Villy）是法国勃艮第大区约讷省的一个市镇，属于欧塞尔区利尼勒沙特县。该市镇2009年时的人口为107人。

## 人口
维利人口变化图示
| 数据来源：INSEE |